# Liste der Biografien/Ha
Liste der Biografien |
Portal Biografien |
Personensuche
# |
A |
B |
C |
D |
E |
F |
G |
H |
I |
J |
K |
L |
M |
N |
O |
P |
Q |
R |
S |
T |
U |
V |
W |
X |
Y |
Z |
?
 
Ha |
Hd |
He |
Hi |
Hj |
Hk |
Hl |
Hm |
Hn |
Ho |
Hr |
Hs |
Ht |
Hu |
Hv |
Hw |
Hy
 
Haa |
Hab |
Hac |
Had |
Hae–Haf |
Hag |
Hah |
Hai |
Haj |
Hak |
Hal |
Ham |
Han |
Hao |
Hap |
Haq |
Har |
Has |
Hat |
Hau |
Hav |
Haw |
Hax |
Hay |
Haz
Die Liste der Biografien führt alle Personen auf, die in der deutschsprachigen Wikipedia einen Artikel haben. Dieses ist eine Teilliste mit 30 Einträgen von Personen, deren Namen mit den Buchstaben „Ha“ beginnt.

## Ha
- Ha Chi-shing, Joseph (* 1959), chinesischer Ordensgeistlicher, Weihbischof in Hongkong
- Ha Hyung-joo (* 1962), südkoreanischer Judoka
- Hà Thị Thu (* 1997), vietnamesische Leichtathletin
- Ha Tiong Hock, John (* 1947), malaysischer Geistlicher, emeritierter römisch-katholischer Erzbischof von Kuching
- Hà Trần (* 1977), vietnamesische Sängerin
- Ha, Chang-rae (* 1994), südkoreanischer Fußballspieler
- Ha, Dae-sung (* 1985), südkoreanischer Fußballspieler
- Ha, Gene, US-amerikanischer Comiczeichner
- Ha, Geun-chan (1931–2007), südkoreanischer Schriftsteller
- Ha, Han-sol (* 1993), südkoreanischer Säbelfechter
- Ha, Hong-seon (* 1991), südkoreanischer Eisschnellläufer
- Ha, Ji-won (* 1978), südkoreanische Schauspielerin
- Ha, Jung-eun (* 1987), südkoreanische Badmintonspielerin
- Ha, Jung-woo (* 1978), südkoreanischer SchauspielerHa Jung-woo (* 1978)

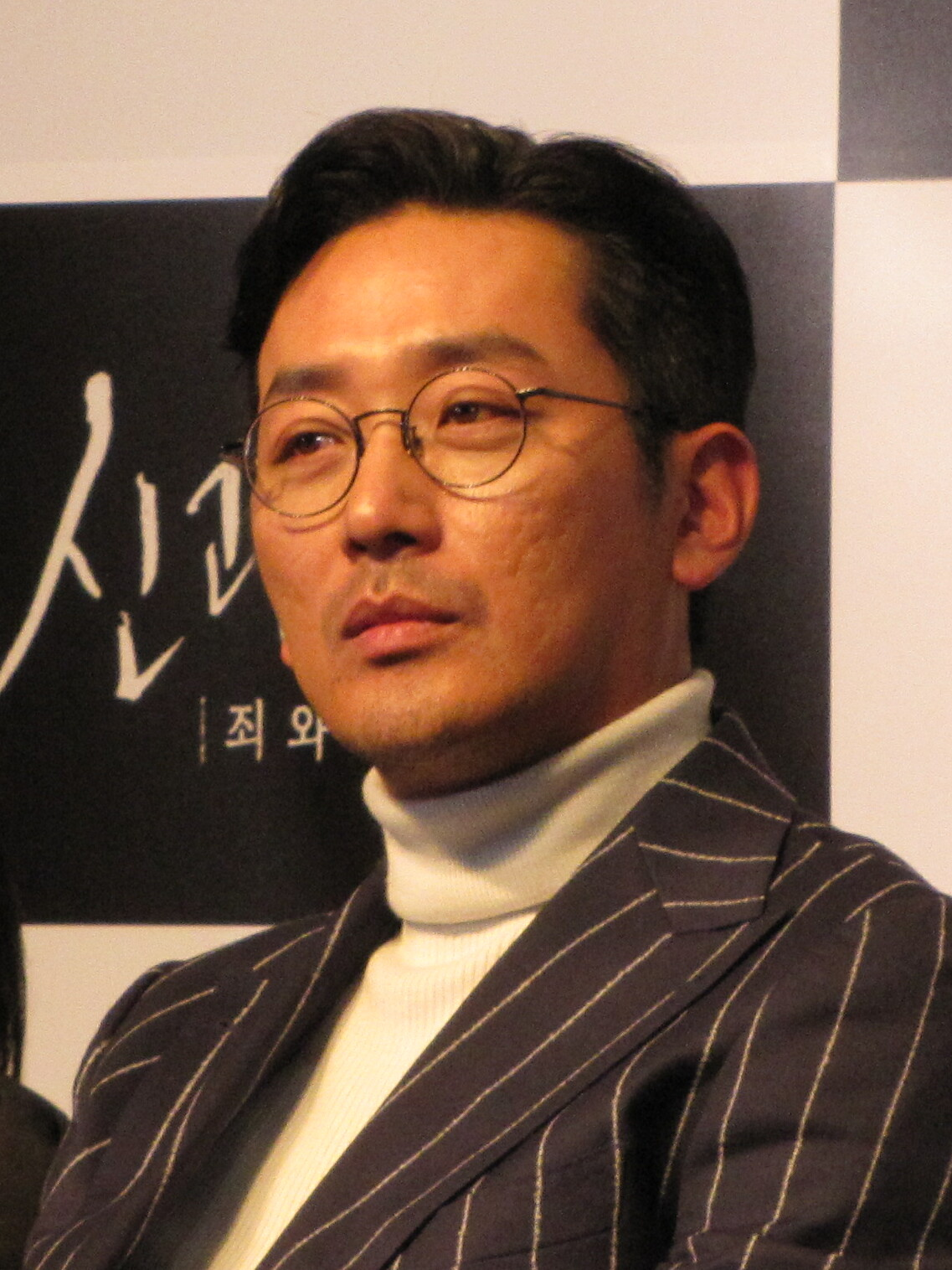
Ha Jung-woo (* 1978)

- Ha, Kien Nghi (* 1972), deutsch-vietnamesischer Buchautor und Politologe
- Ha, Noa K. (* 1974), Stadt-, Migrations- und Rassismusforscherin
- Ha, Ryun (1347–1416), koreanischer Politiker und Philosoph
- Ha, Seok-jin (* 1982), südkoreanischer Schauspieler
- Ha, Seok-ju (* 1968), südkoreanischer Fußballspieler
- Ha, Seung-jin (* 1985), südkoreanischer Basketballspieler
- Ha, Song-ran (* 1967), südkoreanische Schriftstellerin
- Ha, Tae-kwon (* 1975), südkoreanischer Badmintonspieler
- Ha, Tae-yeon (* 1976), südkoreanischer Ringer
- Ha, Yerin (* 1995), australische SchauspielerinYerin Ha (* 1995)

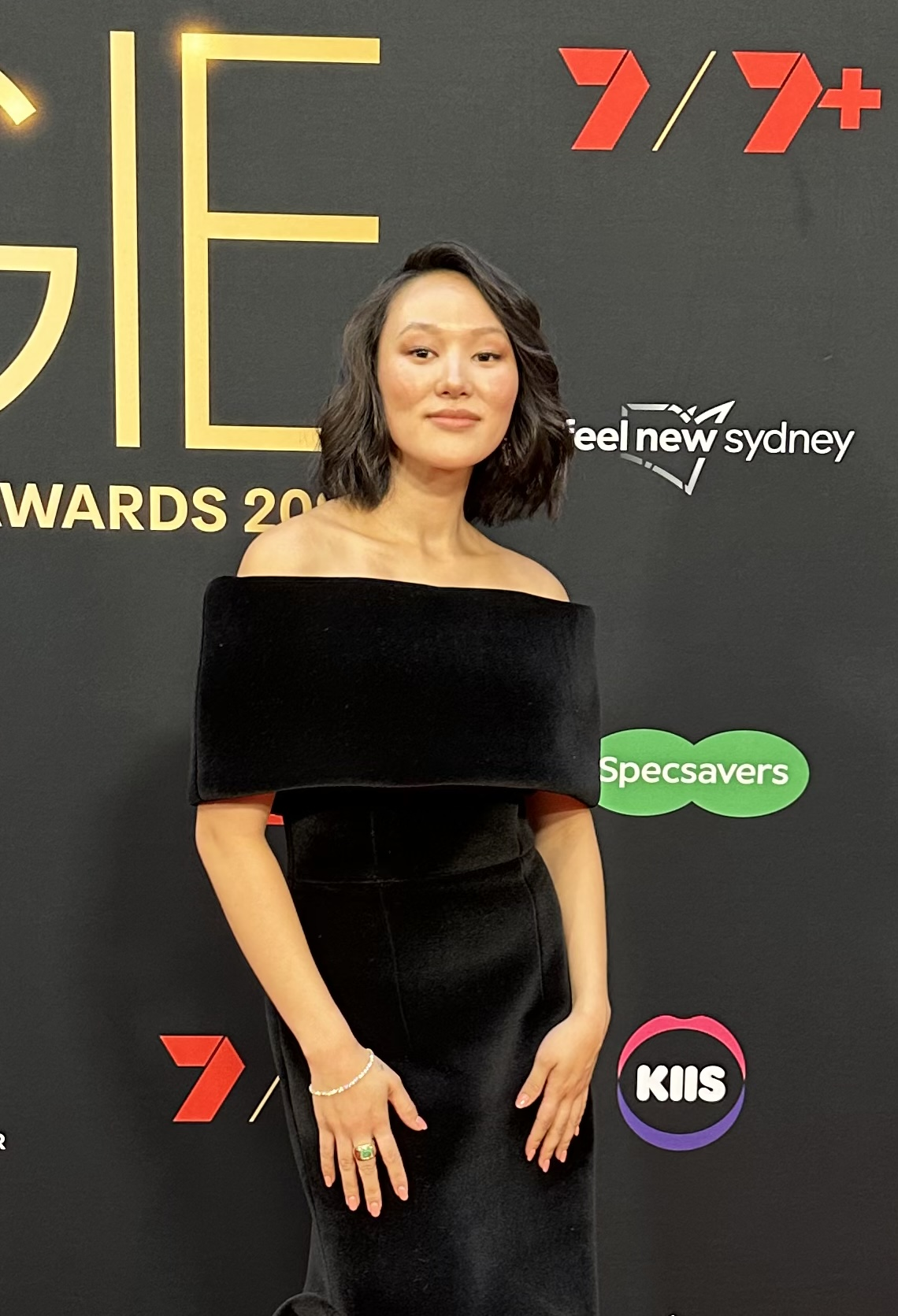
Yerin Ha (* 1995)

- Ha, Yoon-kyung (* 1992), südkoreanische Schauspielerin
- Ha, Young (* 1993), südkoreanische Schauspielerin und Model
- Ha, Yung-won (* 1942), nordkoreanischer Fußballspieler
- Ha-Levi, Moses Uri, Rabbiner
- Ha-Levi, Uri Phoebus (1625–1715), niederländischer Drucker und Verleger
- Ha-Negbi, Zachi (* 1957), israelischer Politiker